# Lista de municípios de Mato Grosso do Sul por população (2006)
Lista de municípios do Estado de Mato Grosso do Sul por população, em ordem decrescente, baseada em estimativa do IBGE para julho de 2006.

## Mais de 100.000 habitantes
|   | Município    | População |
| - | ------------ | --------- |
| 1 | Campo Grande | 765.247   |
| 2 | Dourados     | 186.357   |
| 3 | Corumbá      | 101.089   |

## Mais de 40.000 habitantes
|   | Município   | População |
| - | ----------- | --------- |
| 4 | Três Lagoas | 87.113    |
| 5 | Ponta Porã  | 68.317    |
| 6 | Aquidauana  | 46.469    |
| 7 | Naviraí     | 41.091    |

## Mais de 20.000 habitantes
|    | Município                | População |
| -- | ------------------------ | --------- |
| 8  | Paranaíba                | 39.607    |
| 9  | Nova Andradina           | 39.470    |
| 10 | Coxim                    | 33.408    |
| 11 | Amambaí                  | 32.095    |
| 12 | Sidrolândia              | 29.298    |
| 13 | Maracaju                 | 28.599    |
| 14 | Rio Brilhante            | 27.567    |
| 15 | Miranda                  | 25.099    |
| 16 | Jardim                   | 24.920    |
| 17 | Anastácio                | 24.352    |
| 18 | Bela Vista               | 23.707    |
| 19 | Cassilândia              | 21.497    |
| 20 | Aparecida do Taboado     | 20.789    |
| 21 | Rio Verde de Mato Grosso | 20.402    |
| 22 | São Gabriel do Oeste     | 20.359    |
| 23 | Ivinhema                 | 20.024    |

## Mais de 10.000 habitantes
|    | Município            | População |
| -- | -------------------- | --------- |
| 24 | Bataguassu           | 19.706    |
| 25 | Caarapó              | 19.386    |
| 26 | Ribas do Rio Pardo   | 19.159    |
| 27 | Nioaque              | 18.064    |
| 28 | Bonito               | 18.000    |
| 29 | Itaporã              | 17.865    |
| 30 | Ladário              | 17.776    |
| 31 | Itaquiraí            | 17.751    |
| 32 | Fátima do Sul        | 16.861    |
| 33 | Costa Rica           | 16.488    |
| 34 | Chapadão do Sul      | 16.102    |
| 35 | Iguatemi             | 15.477    |
| 36 | Água Clara           | 14.323    |
| 37 | Camapuã              | 14.319    |
| 38 | Mundo Novo           | 14.020    |
| 39 | Coronel Sapucaia     | 13.698    |
| 40 | Porto Murtinho       | 13.691    |
| 41 | Brasilândia          | 13.144    |
| 42 | Terenos              | 12.892    |
| 43 | Batayporã            | 12.587    |
| 44 | Guia Lopes da Laguna | 12.555    |
| 45 | Sonora               | 12.251    |
| 46 | Nova Alvorada do Sul | 11.949    |
| 47 | Eldorado             | 11.084    |
| 48 | Paranhos             | 10.758    |

## Menos de 10.000 habitantes
|    | Município             | População |
| -- | --------------------- | --------- |
| 51 | Tacuru                | 9.814     |
| 50 | Dois Irmãos do Buriti | 9.768     |
| 49 | Deodápolis            | 9.603     |
| 53 | Inocência             | 8.834     |
| 54 | Pedro Gomes           | 8.695     |
| 52 | Glória de Dourados    | 8.665     |
| 55 | Bodoquena             | 8.550     |
| 57 | Anaurilândia          | 8.461     |
| 58 | Aral Moreira          | 8.048     |
| 59 | Antônio João          | 7.979     |
| 56 | Sete Quedas           | 7.937     |
| 60 | Santa Rita do Pardo   | 7.457     |
| 61 | Japorã                | 7.340     |
| 62 | Bandeirantes          | 6.614     |
| 63 | Angélica              | 6.264     |
| 65 | Laguna Carapã         | 6.190     |
| 64 | Selvíria              | 6.172     |
| 66 | Jaraguari             | 6.049     |
| 67 | Rio Negro             | 5.305     |
| 69 | Caracol               | 5.081     |
| 70 | Rochedo               | 4.976     |
| 68 | Novo Horizonte do Sul | 4.805     |
| 72 | Juti                  | 4.765     |
| 73 | Douradina             | 4.725     |
| 71 | Vicentina             | 4.667     |
| 74 | Corguinho             | 3.528     |
| 75 | Jateí                 | 3.365     |
| 76 | Figueirão             | 2.945     |
| 77 | Taquarussu            | 2.724     |
| 78 | Alcinópolis           | 1.873     |